# Ors (Francia)

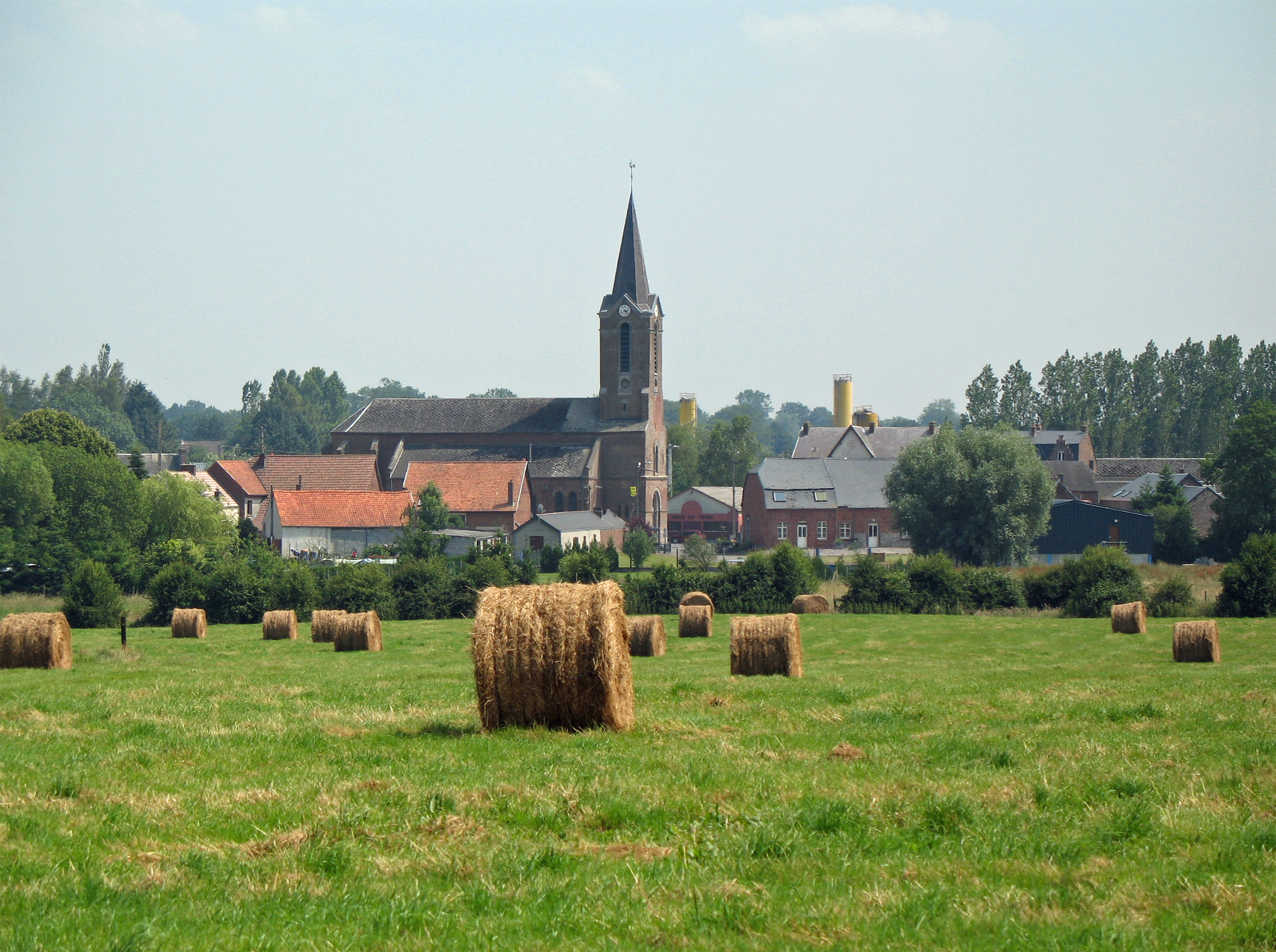
Ors

Ors è un comune francese di 677 abitanti situato nel dipartimento del Nord nella regione dell'Alta Francia.

## Società

### Evoluzione demografica
Abitanti censiti